# Esensja
Esensja – e-zin, magazyn kultury popularnej o korzeniach z gatunku fantastyki. Z biegiem czasu profil Esensji rozszerzał się, chociaż nadal szczególny nacisk kładziony jest na fantastykę.
Magazyn zajmuje się głównie literaturą, filmem, komiksem i – od niedawna – muzyką. Powstał w roku 2000 z połączenia popularnych internetowych czasopism: Framzety i The Valetz Magazine. Oba magazyny zdobyły sobie czytelników także poza siecią: były wielokrotnie opisywane w prasie oraz zamieszczane na płytach CD dołączanych do takich pism, jak WWW, Internet, czy CD-Action. Wśród redaktorów pisma znajdują się m.in. Anna Kańtoch, Michał Radomił Wiśniewski, Marcin Mroziuk i Michał Chaciński. Wśród współpracowników: Darek Arest, Wojciech Orliński i Michał Walkiewicz.

## Redakcja
Do redakcji należą:
- Redaktor naczelny: Konrad Wągrowski
- Zastępca redaktora naczelnego: Miłosz Cybowski
- Sekretarz redakcji: Wojciech Gołąbowski